# Douglashagtorn
Crataegus douglasii är en rosväxtart som beskrevs av John Lindley. Crataegus douglasii ingår i Hagtornssläktet som ingår i familjen rosväxter.

## Underarter
Arten delas in i följande underarter:
- C. d. duchesnensis
- C. d. douglasii
- C. d. badia

## Bildgalleri

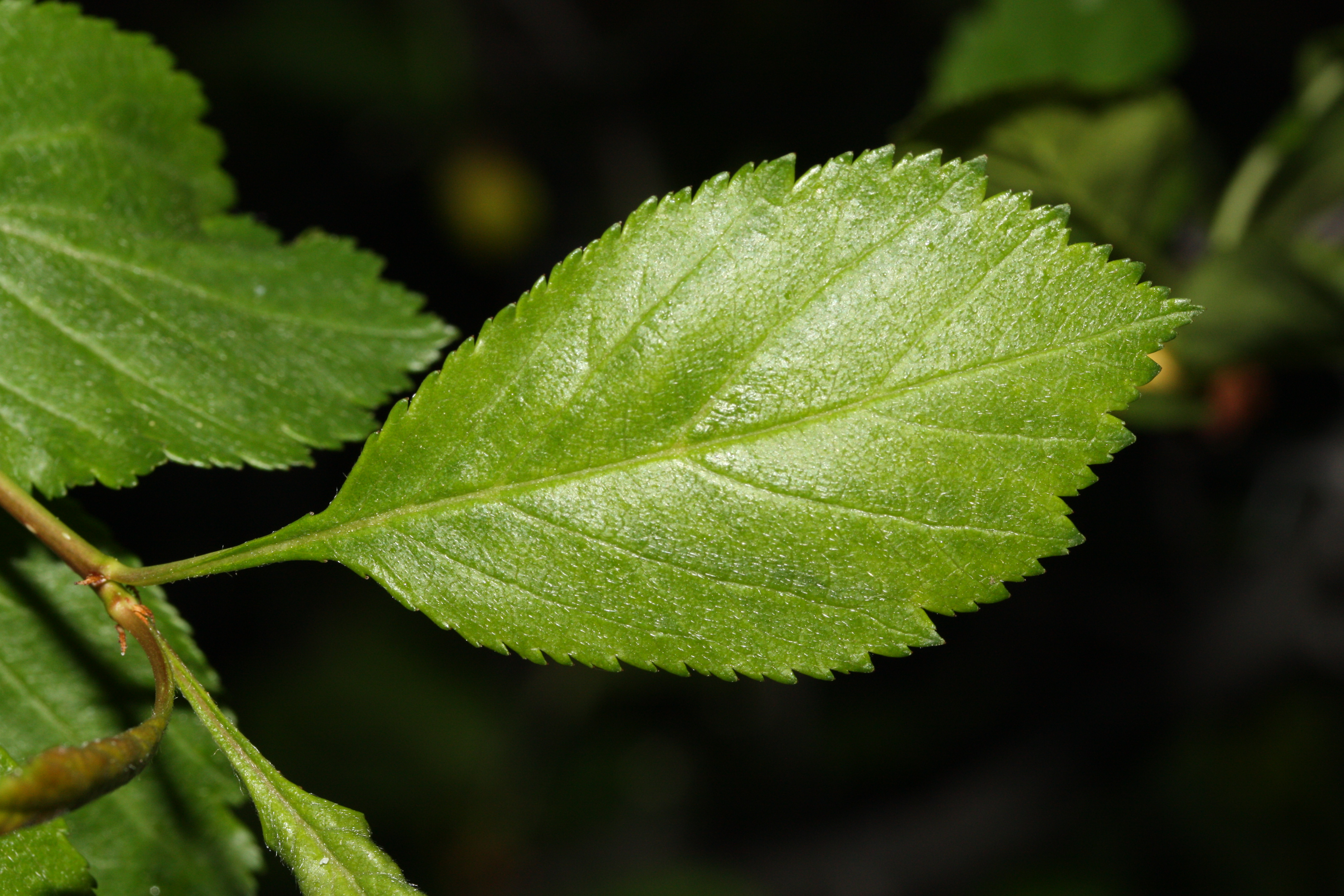
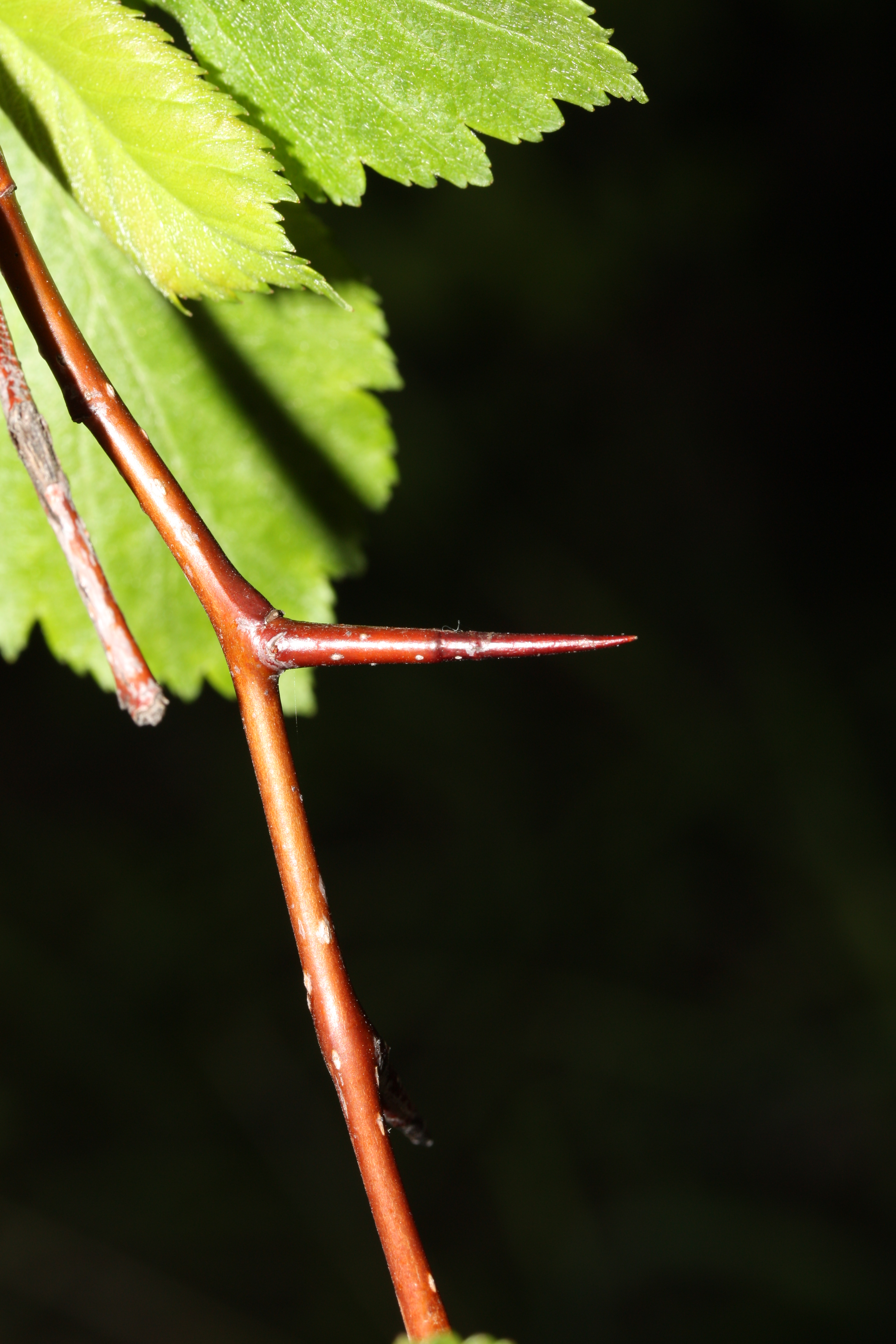
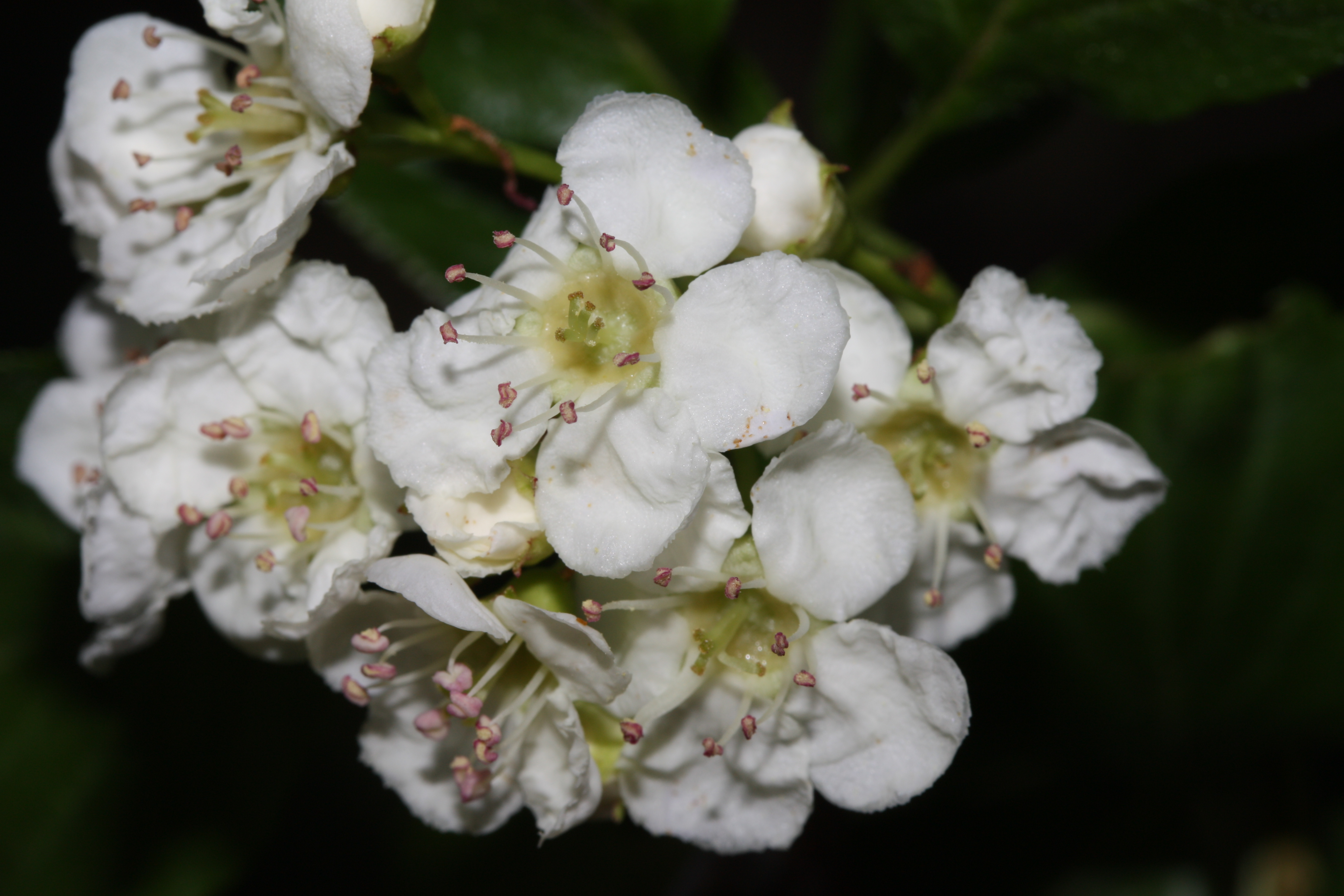
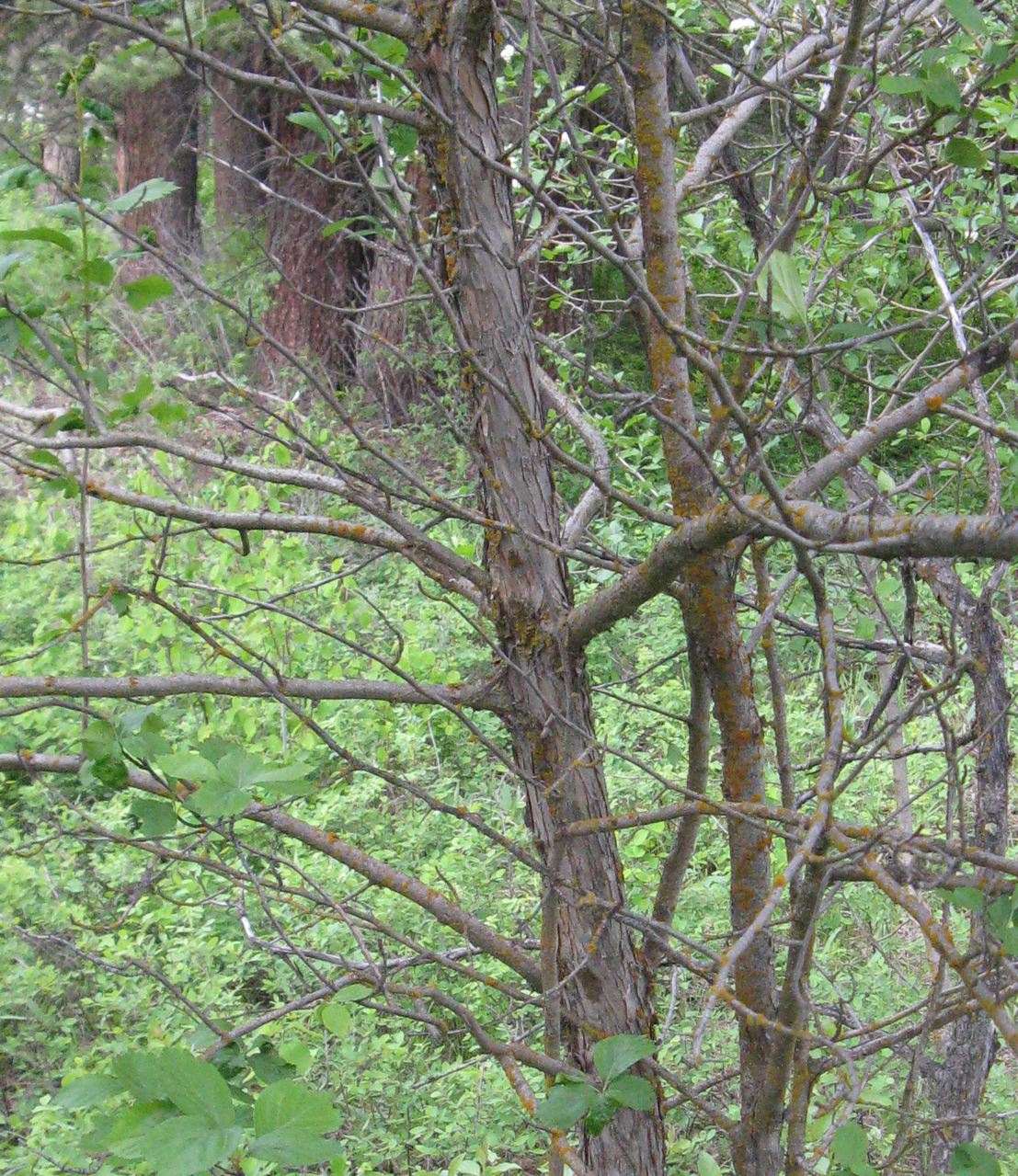
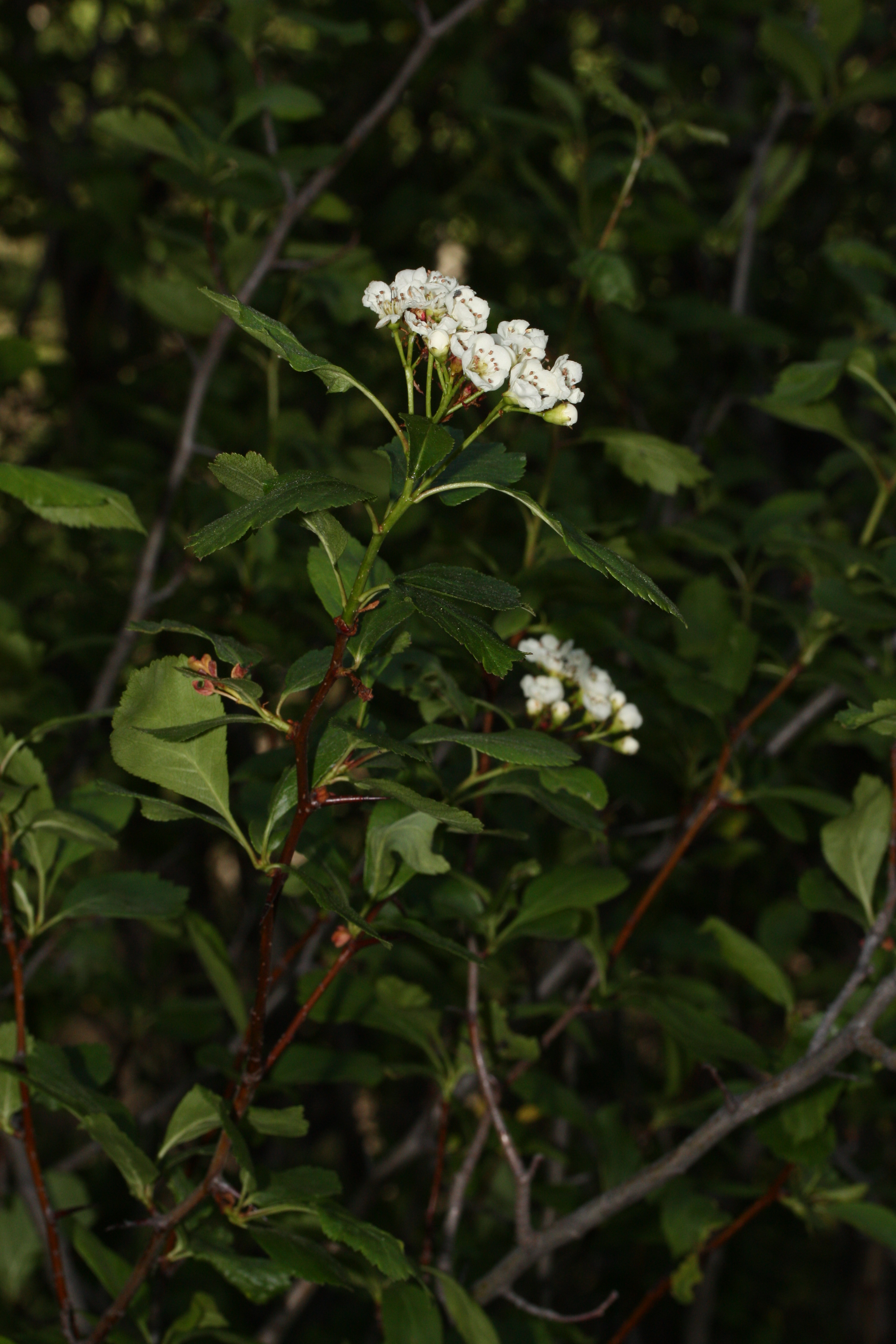
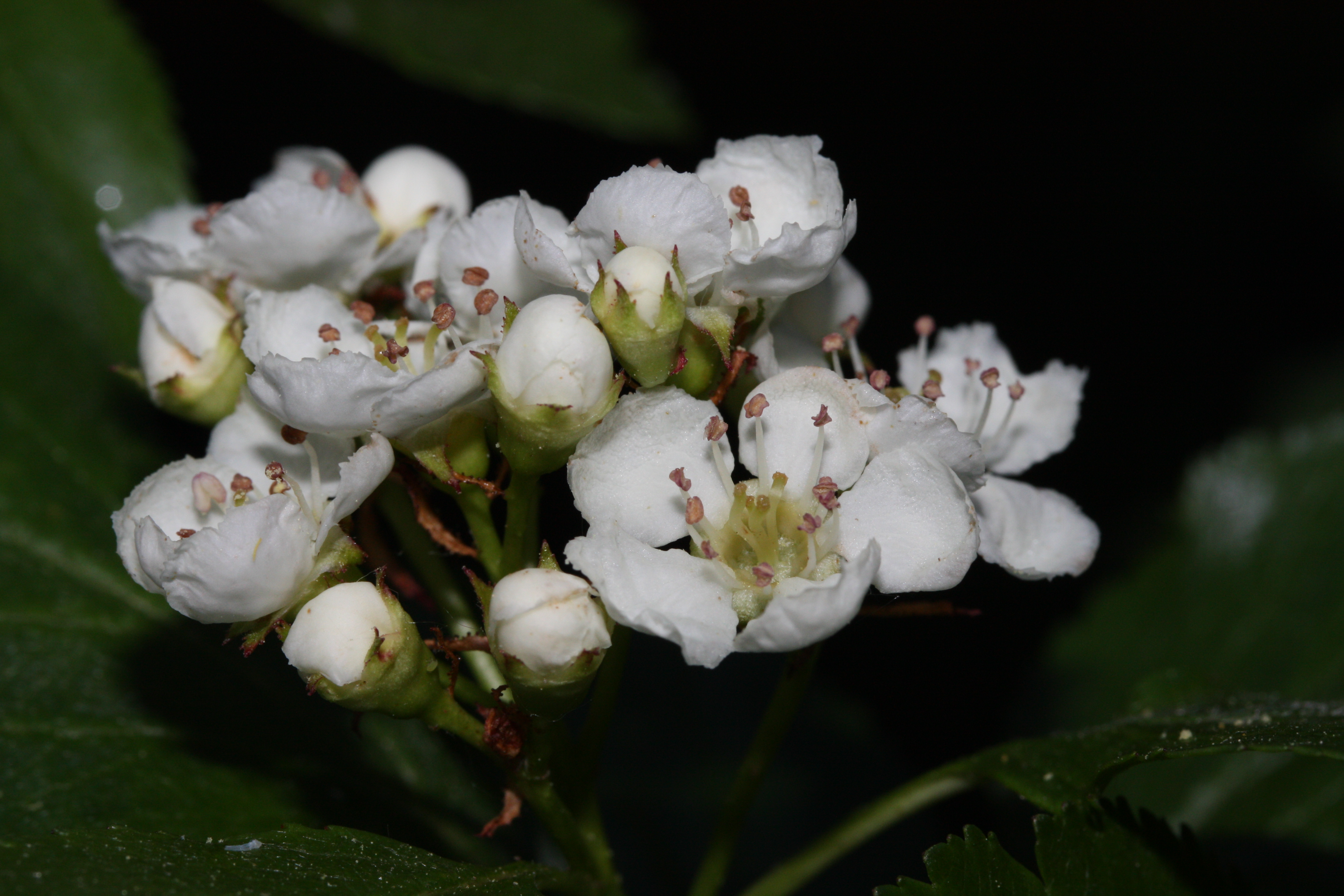